# Tülle (Werkzeug)

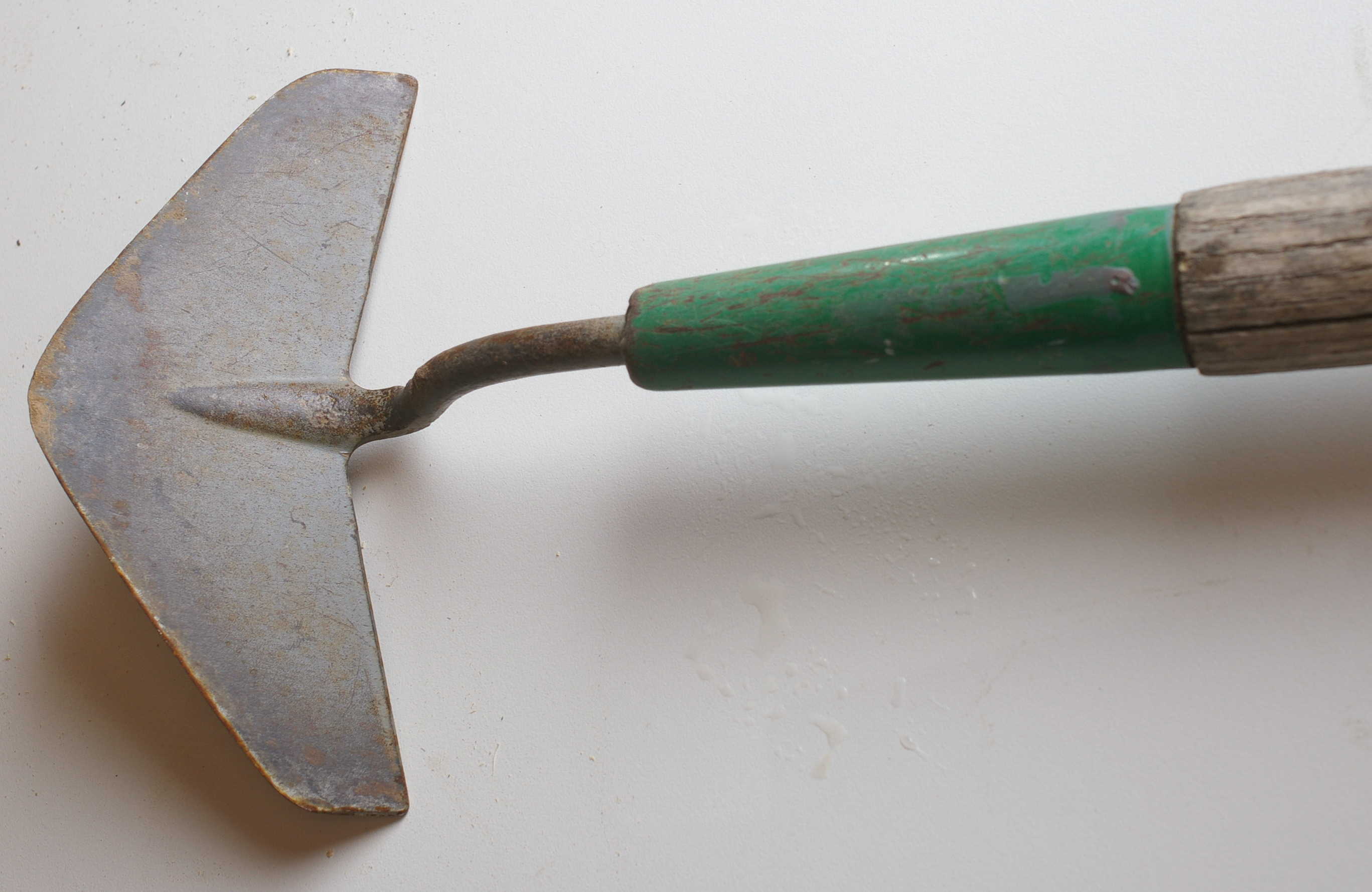
Schuffel mit Tülle

Als Tülle bezeichnet man einen rohrförmigen Teil eines Werkzeugs, in dem ein Schaft befestigt werden kann.
In vielen Fällen können die Wörter Tülle und Stutzen synonym verwendet werden.

## Wortherkunft
Das Wort geht auf mittelhochdeutsch tülle und althochdeutsch tulli als Bezeichnung für die Verlängerung von Pfeil- oder Speerspitzen zurück, in die der Schaft eingefügt wird. Tülle (auch Dülle oder Dölle) bezeichnete aber in der Mundart auch die Verlängerung anderer Metallteile, in die Stiel oder Griff eingeführt wurden, zum Beispiel bei Schaufeln oder Gabeln. Später erweiterte sich die Bedeutung zu kurzen Röhren, meist als Ausflussrohre.

## Ausführungen
Bei Werkzeugen und Waffen ist die Tülle im Gegensatz zum Haus nicht geschmiedet, sondern aus einem Blatt gerollt. In die Tülle wird ein Stiel oder Schaft eingeführt. Beispielsweise werden Pfeilspitzen mit Tülle auf den Pfeil aufgesetzt, oder bei Handwerkzeugen wie Hacke, Karst oder Krail der Stiel in die Tülle eingesetzt.
In der Frühen Bronzezeit wurde die erste Bronzeaxt über eine Tülle am Schaft befestigt. Doch schon in der Steinzeit wurden Geweihe und Steine ausgehöhlt, um längere Stiele hineinzustecken, etwa beim Tüllenbeil.
Bei den Waffen ist die Tülle unter anderem bei Lanzen, Partisanen und Speeren sowie einigen Pfeilspitzen üblich.

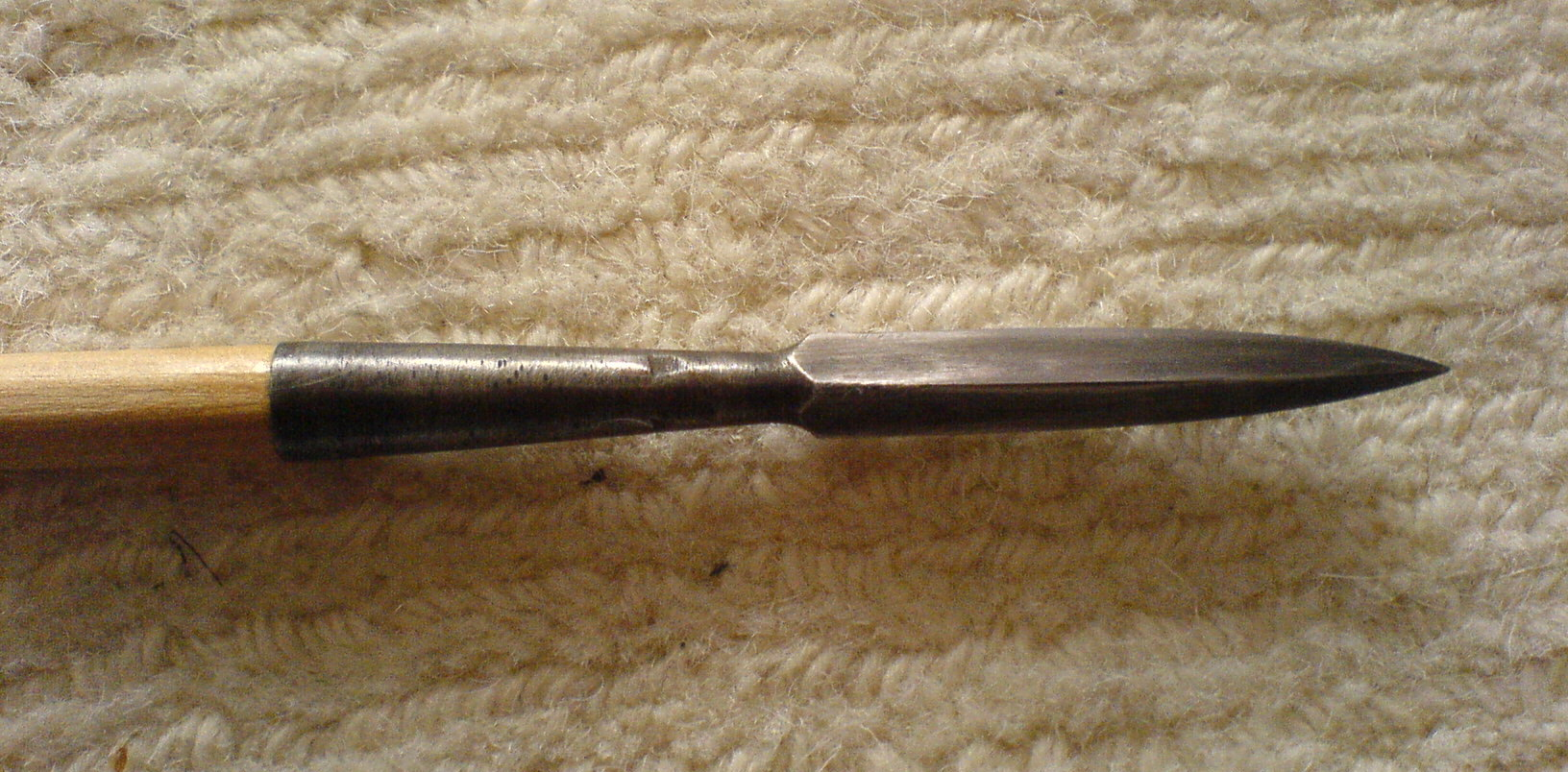
Bodkin-Spitze mit Tülle
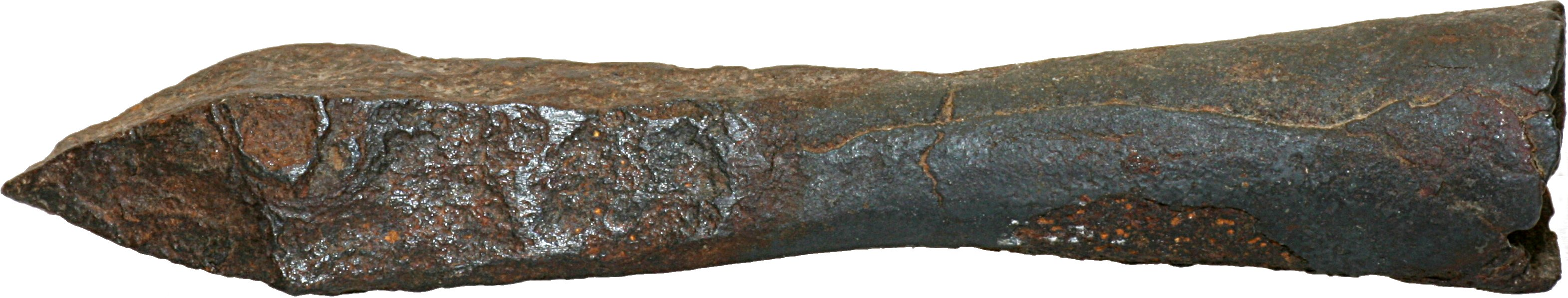
Tüllenspitze eines Armbrustbolzens